# Inte flera mord (film)
Inte flera mord är en svensk kriminalfilm från 2013 i regi av Peter Schildt. Filmen bygger på Maria Langs roman med samma namn och är den tredje av sex Lang-filmatiseringar från 2013. I de ledande rollerna ses Ola Rapace, Tuva Novotny och Linus Wahlgren.

## Handling
Det nygifta paret Puck och Einar Bure åker till Einars hemstad Skoga (verklighetens Nora) för att ha en lugn semester. Snart upptäcks dock ett lik på gräsmattan utanför huset där paret bor. Polisen skickar kriminalkommissarie Christer Wijk och med Puck som sin assistent börjar han förhöra grannarna.

## Rollista
- Tuva Novotny – Puck Bure
- Linus Wahlgren – Einar "Eje" Bure
- Ola Rapace – Christer Wijk
- Julia Sporre – Agneta Holt
- Karl Linnertorp – Tommy Holt
- Niklas Falk – Wilhelm Holt
- Maria Kulle – Margit Holt
- Mats Blomgren – Yngve Mattson
- Sara Jangfeldt – Lou Mattson
- Martin Eliasson – Börje Sundin
- Fredrik Dolk – Leo Berggren
- Anna Wallander – Britt Andersson
- Alexandra Zetterberg – Elisabet Mattson
- Ylva Ekblad – Livia Petrén
- Stina Ekblad – Olivia Petrén
- Lottie Ejebrant – Hulda Larsson
- Annika Hallin – Maggan
- Thomas Oredsson – kypare

## Om filmen
Inte flera mord producerades av Renée Axö för Pampas Produktion AB. Den spelades in efter ett manus av Jonna Cullberg och Charlotte Orwin. Filmen fotades av Rolf Lindström och klipptes senare samman av Malin Lindström. Filmen är en direkt till DVD-produktion och släpptes den 4 september 2013.
I en scen frågar Puck Christer: "Varför skulle man mörda någon som man älskar?", trots att hon tillsammans med både Christer och Eje faktiskt fick reda på att så var fallet i Mördaren ljuger inte ensam.

## Mottagande
Inte flera mord har medelbetyget 2,6/5 på Kritiker.se, baserat på tre recensioner. Sajten Russin.nu gav filmen betyget 3/5 medan Moviezine och Toppraffel gav den 2/5. Moviezine kallade filmen ett "klyschigt bottennapp".